# Szervusz
A szervusz (csehül: Servus, szlovákul: Servus, horvátul: Serbus vagy Servus, lengyelül: Serwus, bajorul: Servus, románul: Servus, szlovénül: Serbus vagy Servus, ukránul: Сервус) latin eredetű köszöntés, amely 1815-ben jelent meg először magyar szótárban. Jelenleg Közép- és Kelet-Európa számos részén elterjedt köszönési forma. Az olasz ciao, a spanyol servidor és a szerver szó is azonos eredettel rendelkezik, minthogy a latin servus („szolga”) szóból származnak.

## Eredete
A köszönés eredetileg az ókori Rómában alakult ki servus humillimus („alázatos szolgája”) formában. Az alázatos szolgája és a belőle keletkezett alásszolgája vagy alászolgája köszönéseket manapság már nem szokás használni, kimentek a divatból.

## Használata
A volt Osztrák–Magyar Monarchia területén ma is használatos köszönési forma. Különösen népszerű Ausztriában, Magyarországon, Szlovákiában, Erdélyben, Németország déli részein (Bajorországban, Baden-Württembergben, Pfalzban), Horvátország északi részén, Lengyelországban, Szlovénia keleti részén (Stíriában) és Ukrajna nyugati részén. Ritkábban használják Csehországban, ahol archaikus, köznyelvben nem használt köszönésnek számít. A szervusz üdvözléskor és elköszönéskor is használatos, a régiótól és a kontextustól függően.

## Változatai
A szerbusz, azaz a szervusz népies változata vélhetően egy félrehallás eredménye (mint pl. rükverc (Rückwaerts) helyett lükverc, vagy egzecíroztat helyett egrecíroztat), amely a v hang b-re változásával alakult ki.
Eredetüket tekintve idetartoznak a főképpen a fiatalok nyelvhasználatában jelentkező szia [1952], sziasz [1964], szió, szióka [1985] tegező köszönések is, melyek játszi szóalkotással keletkeztek (bár akadnak olyan vélemények is, miszerint a szia fonetikailag inkább az angol see ya, see you és see you later elköszönések magyarosításából ered, semmint a servus torzításából). A korábbi generációk vezették be a több személy üdvözlésére szolgáló többes számú köszönésformát: szervusz – szervusztok, ill. szevasz – szevasztok. Ebből nőtt ki szóhatár-eltolódással például a (szevasz-tok → szeva-sztok) a -sztok lett a többes számú üdvözlési forma: szia-sztok, helló-sztok, cső-sztök stb.

## Fordítás
Ez a szócikk részben vagy egészben  a   Servus című angol Wikipédia-szócikk ezen változatának fordításán alapul.  Az eredeti cikk szerkesztőit annak laptörténete sorolja fel. Ez a jelzés csupán a megfogalmazás eredetét és a szerzői jogokat jelzi, nem szolgál a cikkben szereplő információk forrásmegjelöléseként.